# Хетоламбина
Хе́тола́мбина (карел. Hietalampi) — посёлок в составе Малиновараккского сельского поселения Лоухского района Республики Карелия.

## Общие сведения
Посёлок расположен в 10 км к северо-востоку по автодороге от посёлка Чупа, на берегу лесного озера, восточнее озера Верхнее Пулонгское.

## Месторождение Хетоламбина
С 1922 года в окрестностях посёлка велась добыча слюды-мусковита, калиевого полевого шпата-микроклина и кварца для нужд предприятий по производству стекла, фаянса и электро-изоляционных материалов. В 1927 году посёлок был включён в состав Чупинского рудоуправления. В 1970—1980-х годах Хетоламбинский рудник являлся крупнейшим в СССР источником добычи слюды-мусковита.

## Население
| 1959 | 2002 | 2009 | 2010 | 2013 |
| ---- | ---- | ---- | ---- | ---- |
| 1901 | ↘139 | ↘109 | ↘72  | ↘59  |

По переписи 2002 года численность населения посёлка составила 139 человек, 86% от общего числа составляли русские.

## Улицы
- ул. Гористая
- ул. Заречная
- ул. Новая
- ул. Центральная
- ул. Шахтёрская
- ул. Школьная